# Colosteus
Colosteus scutellatus
Genre
Espèce
Colosteus est un genre fossile de tétrapodes colostéides du Carbonifère supérieur (stade westphalien supérieur) attesté dans l'actuel territoire de l'Ohio. Selon Paleobiology Database en 2022, le genre est resté monotypique et la seule espèce est Colosteus scutellatus.

## Présentation
Le genre Colosteus et l'espèce Colosteus scutellatus sont décrits et publiés par Edward Drinker Cope en 1869 Ses restes ont été trouvés sur le site de Linton dans le canton de Saline, Ohio, où il est l'un des tétrapodes les plus courants, et sur le site de Five Points dans le comté de Mahoning, Ohio. C'était un animal aquatique de forme allongée avec une tête aplatie et pointue, des membres considérablement réduits, deux défenses prémaxillaires et de grosses écailles. Il aurait atteint environ 1 m (3,2 pi) de longueur.

## Histoire de l'étude
Il a été initialement décrit par John Strong Newberry en 1856 comme une nouvelle espèce du genre de poisson paléonisciforme Pygopterus. En 1869, Edward Drinker Cope érigea un nouveau genre de batracien, Colosteus, contenant les espèces C. crassicutatus, C. foveatus et C. marshii, basé sur le matériel de Linton que Newberry lui avait prêté. Cope s'est rendu compte plus tard que l'holotype de son Colosteus crassicutatus était également l'holotype de Pygopterus scutellatus antérieur de Newberry et a combiné les deux sous le nom de Colosteus scutellatus. Colosteus foveatus a été déterminé plus tard comme étant un synonyme junior d’Isodectes obtusus, tandis que Colosteus marshii a reçu son propre nom de genre, Ptyonius.